# نصب نرم‌افزار
نَصب یا آماده سازی (ستاپ) (به انگلیسی: Installationو یاSetup) آماده‌سازی یک برنامه (شامل گرداننده دستگاه و افزایه‌ها‌)، جهت اجرا است. نصب به پیکربندی مشخصی از یک نرم‌افزار یا سخت‌افزار گفته می‌شود. برای نصب نرم‌افزار یک کپی نرم یا دیجیتال از برنامه لازم است. با توجه تنوع روش‌های نصب، معمولاً هر برنامه یک نصب‌کننده دارد که مسئول انجام همه امور مربوط به نصب و راه‌اندازی است.
فایل های نصبی در اندروید معمولا با پسوند apk و فایل های نصبی برای ویندوز با پسوند exe می باشد که شما باید در هنگام دانلود نرم افزار ها نسخه های دانلودی را بادقت انتخاب کنید